# Thliptoceras polygrammodes
Thliptoceras polygrammodes là một loài bướm đêm trong họ Crambidae.